# 堅パン

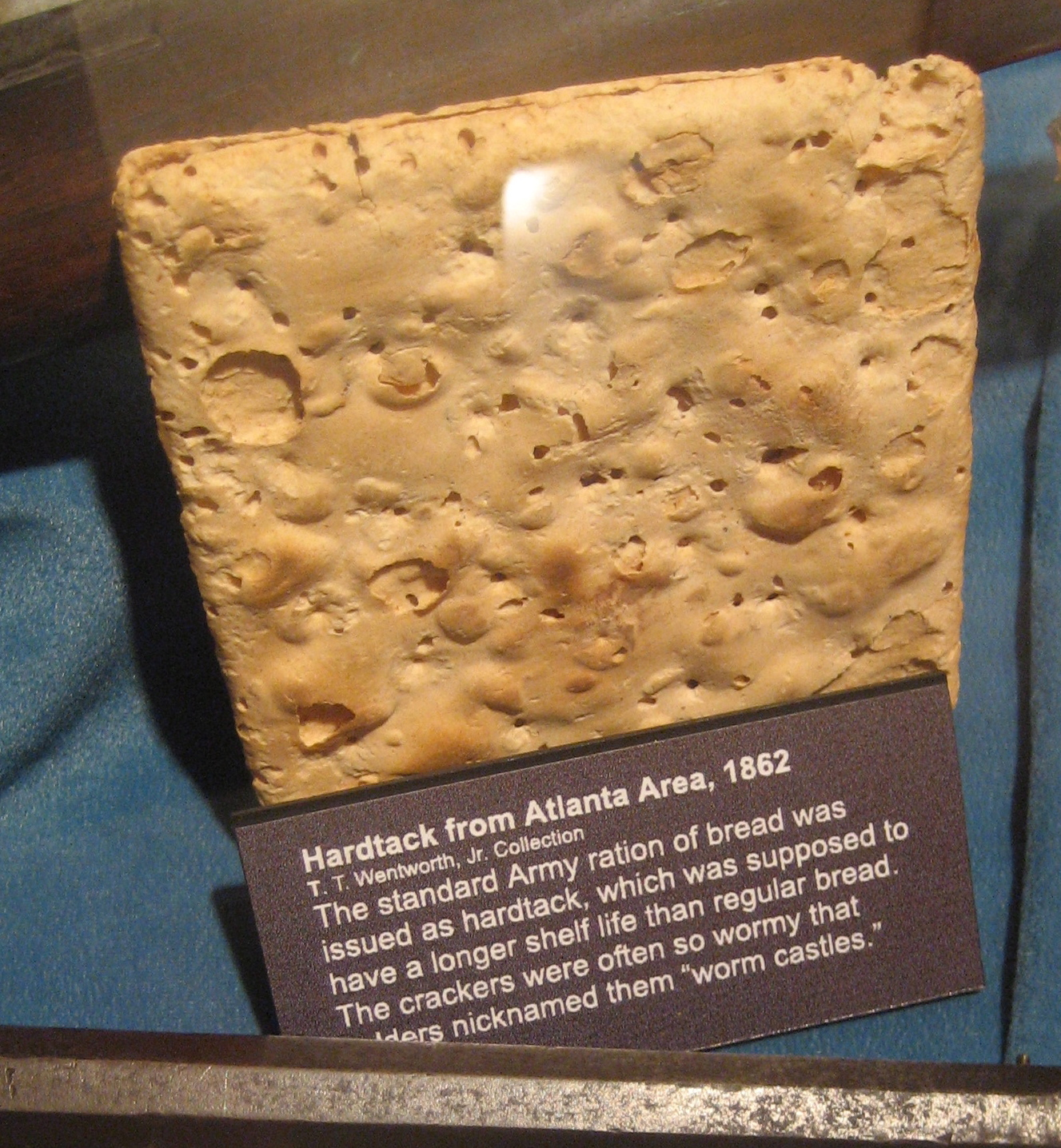
博物館に保存されている19世紀の堅パン。大航海時代の昆虫の食害に由来する「虫の城」という別称が紹介されている

堅パン（かたパン、英語: hard bread, hard biscuit）は保存食の一種。堅パンの亜流・ビスケットの一種である乾パンと比べ、非常に堅いのが特徴。別名ハードタック（Hardtack）とも呼ばれ、南北戦争時にアメリカ兵の間ではアイアンプレート（鉄板）と蔑称された。

## 歴史
堅パンの歴史は古いが、いつ生まれたのかは定かではない。欧米では大航海時代の帆船に備蓄食料として持ち込まれたり、軍隊では携行食糧として重宝された。
日本には幕末の西洋兵学と共にもたらされ、江川英龍らが中心となって普及に努めた。江川はこの功績により、パン業界より「パン祖」と称えられている。
戊辰戦争の際には携行食糧の一つに加わり、箱館（現在の北海道函館市）には製造工房が設けられたが、その後撤退した。
大正末期、官営八幡製鐵所が現在の北九州市八幡東区に精米工場を建設した際、精米の過程で出る胚芽を試験的に焼いたのが、同市における堅パンの始まりと言われている。当時は八幡製鐵職員の体力消耗が激しく、一般のパンでは栄養が足りないため、カロリー及び栄養補給食として普及した。当初は八幡製鐵関係の店で売られているだけであったが、後に一般販売されるようになり、子供の顎の発育に良いという意見もあって、北九州市の名物となった。

## 堅パンから生まれた食品
堅パンは欧米各国では普通に普及する携帯保存食であり、これをベースとした商品が幾つかある。その一つにガリバルディというイギリスのお菓子がある。
ガリバルディは1840年代にイタリアで始まった統一戦争（リソルジメントの一環）に従軍した英国人傭兵が、ジュゼッペ・ガリバルディ率いるサルディニア軍で支給されたレーズン入り堅パンを英国に持ち帰り商品化したものである。製法としては2枚の堅パン種の間にレーズンを挟みこんで押し固め、焼くだけである。このお菓子のガリバルディに出会った東ハトがその製法をベースに開発した商品が、東ハトオールレーズンである。

## くろがね堅パン
くろがね堅パン（くろがねかたパン）が、福岡県北九州市の名物の堅いパン。「くろがね」は「鉄」の意。
大正時代に官営八幡製鐵所（現・日本製鉄）で働く労働者の疲労回復を目的として作られたのが始まりである。大量生産と長期保存のために水分を極力少なくしたところ、堅いパンができあがった。
福岡県北九州市八幡東区の株式会社スピナ（2005年まで新日本製鐵（現：日本製鉄）の子会社だった。現在は西日本鉄道グループ）で製造されている。

### 販売箇所
現在では主にスピナが経営していた「スピナ・スピナマート」（現在は西鉄ストアが運営）各店をはじめ、福岡県内（主に北九州市）のキヨスクやイオン・サンリブ・ハローデイ・トライアル・サニーなどでも販売されている。特に北九州市内の西鉄ストアが運営する店舗は、スピナ以外の店舗ブランドであっても、大量に販売される傾向にある。また、全国各地の成城石井でも販売されている。小倉駅の新幹線コンコースのキヨスクなどでは御土産用に箱入りにしてあるものもある。
また、山口県光市にもかつてスピナの支店があった関係で（新日鐵グループの企業再編で現在は「ステンレス光」になっている）、市内のスーパーマーケットなどで販売されている。また、ふるさと小包でも取り寄せることができる。

### 特徴
ミルク・砂糖で甘みが付いている。最近は胚芽入り・ほうれん草味・イチゴ味・ココア味のものも発売されている。消化が良いことで健康食とされている。堅い食品であるため、歯の弱いお年寄りなどは牛乳などの飲み物でやわらかくして食べるよう包装にただし書きがされている。
乾パンと同じく、保存性に優れているため、災害時の食料に使用される場合もある。
東日本大震災の直後から注文が殺到するようになり、5年間の長期保存が可能な特製スチール缶入り（5枚×34袋入り）も販売されるようになった。スチール缶はバケツとしてや椅子（耐荷重150キログラム）としても利用できる。

## 軍隊堅パン
福井県鯖江市の名産品。鯖江市のヨーロッパンキムラヤで製造されている。第二次世界大戦中、鯖江市に本拠の有った陸軍歩兵第36連隊において保存食として作られていた堅パンの製法を受け継いだもの。
2013年、お土産として、眼鏡堅麺麭（めがねかたぱん）と言う変わり堅パンが発売された。これはヨーロッパンキムラヤが軍隊堅パンの製法を使い、鯖江市が国内生産量第一位を誇るメガネフレームにちなんで作ったもの。

## その他
- 熊岡菓子店（香川県善通寺市）
- 岩瀬パン（愛知県名古屋市中区） - 大須名物のカタパンとして知られる。
- おおさき商店（岐阜県高山市）
- オギロパン（広島県三原市）
- かたぱんや（静岡県浜松市中央区村櫛） - 伊賀上野のかたやき（せんべい）の製法が同地に伝播して作られたといわれる。
- だるま屋（福井県敦賀市）